# Budinščina
Budinščina je općina u Hrvatskoj, u Krapinsko-zagorskoj županiji.

## Zemljopis
Općina Budinščina smještena je na jugoistočnim obroncima zagorske gore Ivanščice. Nalazi se uz granicu s Varaždinskom županijom. Graniči s općinama Hrašćinom i Konjščinom te s gradovima Zlatarom, Novim Marofom i Ivancom.
Područje Općine kraj je pitomih zelenih brežuljaka, malih naselja i zaselaka, šuma, vinograda i polja ispresijecanima vodotocima rijeke Krapine.

## Općinska naselja
Budinščina, Gotalovec, Grtovec, Krapinica, Marigutić, Pažurovec, Pece, Pokojec, Pomperovec, Prepuštovec, Sveti Križ, Topličica i Zajezda.

## Stanovništvo
Po popisu stanovništva iz 2001. godine, općina Budinščina imala je 2793 stanovnika, raspoređenih u 13 naselja:
- Budinščina – 583
- Gotalovec – 187
- Grtovec – 396
- Krapinica – 265
- Marigutić – 23
- Pažurovec – 89
- Pece – 317
- Pokojec – 12
- Pomperovec – 56
- Prepuštovec – 82
- Sveti Križ – 159
- Topličica – 161
- Zajezda – 463

### Nacionalni sastav, 2001.
- Hrvati – 2709 (96,99 %)
- Slovenci – 3
- Makedonci – 1
- Srbi – 1
- neopredijeljeni – 7 (0,25 %)
- nepoznato – 72 (2,58 %)

| broj stanovnika | 2186  | 2583  | 2832  | 3196  | 3742  | 4223  | 4249  | 4954  | 5318  | 5347  | 4785  | 4138  | 3444  | 3150  | 2793  | 2503  | 2182  |
|                 | 1857. | 1869. | 1880. | 1890. | 1900. | 1910. | 1921. | 1931. | 1948. | 1953. | 1961. | 1971. | 1981. | 1991. | 2001. | 2011. | 2021. |

## Uprava
Načelnik Općine je Radovan Hercigonja (HDZ). Predsjednik Općinskog vijeća je Stjepan Fulir (HSS).

## Poznate osobe
- Branka Pereglin – reprezentativka Hrvatske u streljaštvu

## Znamenitosti
- Dvorac Zajezda
- Milengrad

## Šport
- NK "Milengrad 2005"
- Kickboxing klub "Hrvatski vuk"
- Taekwondo klub "Terminator"
- Konjički klub Budinščina

## Vanjske poveznice
- Službene stranice Općine Budinščina
- Osnovna škola "Vladimir Nazor" Budinščina  Arhivirana inačica izvorne stranice od 8. studenoga 2021. (Wayback Machine)